# Eleições parlamentares europeias de 2019 (Dinamarca)
As eleições parlamentares europeias de 2019 na Dinamarca foram realizadas a 26 de Maio e serviram para eleger os 13 deputados do país para o Parlamento Europeu. Importa referir que, após o Brexit ser oficializado, a Dinamarca passará a ter mais 1 deputado e assim ter 14 deputados no PE.
Estas eleições europeias vão ser realizadas 10 dias antes das Eleições legislativas na Dinamarca em 2019.

## Composição Atual

### Partidos Nacionais
| Partido | Partido                               | Deputados | Grupo                                             |
| ------- | ------------------------------------- | --------- | ------------------------------------------------- |
|         | Partido Popular Dinamarquês           | 3 / 13    | Reformistas e Conservadores Europeus              |
|         | Partido Social-Democrata              | 3 / 13    | Aliança Progressista dos Socialistas e Democratas |
|         | Partido Social-Liberal                | 2 / 13    | Aliança dos Liberais e Democratas pela Europa     |
|         | Venstre, Partido Liberal da Dinamarca | 1 / 13    | Aliança dos Liberais e Democratas pela Europa     |
|         | Partido Popular Socialista            | 1 / 13    | Grupo dos Verdes/Aliança Livre Europeia           |
|         | Partido Popular Conservador           | 1 / 13    | Grupo do Partido Popular Europeu                  |
|         | Movimento Popular contra a UE         | 1 / 13    | Esquerda Unitária Europeia/Esquerda Nórdica Verde |
|         | Independentes                         | 1 / 13    |                                                   |

### Grupos Parlamentares
| Grupo | Grupo                                             | Deputados |
| ----- | ------------------------------------------------- | --------- |
|       | Reformistas e Conservadores Europeus              | 3 / 13    |
|       | Aliança Progressista dos Socialistas e Democratas | 3 / 13    |
|       | Aliança dos Liberais e Democratas pela Europa     | 3 / 13    |
|       | Grupo dos Verdes/Aliança Livre Europeia           | 1 / 13    |
|       | Grupo do Partido Popular Europeu                  | 1 / 13    |
|       | Esquerda Unitária Europeia/Esquerda Nórdica Verde | 1 / 13    |
|       | Não-Inscritos                                     | 1 / 13    |

## Partidos Concorrentes
A lista de partidos concorrentes é a seguinte:
| Partido | Partido                       | Cabeça de Lista        | Afiliação europeia                                       |
| ------- | ----------------------------- | ---------------------- | -------------------------------------------------------- |
|         | Aliança Liberal               | Mette Bock             |                                                          |
|         | Aliança Vermelha e Verde      | Nikolaj Villumsen      | Esquerda Anticapitalista Europeia                        |
|         | Alternativa                   | Rasmus Nordqvist       | Movimento Democracia na Europa 2025                      |
|         | Movimento Popular contra a UE | Rina Ronja Kari        |                                                          |
|         | Partido Popular Conservador   | Pernille Weiss         | Partido Popular Europeu                                  |
|         | Partido Popular Dinamarquês   | Peter Kofod            | Aliança Europeia dos Povos e das Nações                  |
|         | Partido Popular Socialista    | Margrete Aukun         | Partido Verde Europeu                                    |
|         | Partido Social-Democrata      | Jeppe Kofod            | Partido Socialista Europeu                               |
|         | Partido Social-Liberal        | Morten Helveg Petersen | Partido da Aliança dos Liberais e Democratas pela Europa |
|         | Venstre                       | Morten Løkkegaard      | Partido da Aliança dos Liberais e Democratas pela Europa |

## Resultados Oficiais
| Partido                 | Partido                       | Votos     | %               | +/-   | Deputados | +/-     |
| ----------------------- | ----------------------------- | --------- | --------------- | ----- | --------- | ------- |
|                         | Venstre                       | 648 203   | 23,50 / 100,00  | 6,82  | 3 / 13    | 1       |
|                         | Partido Social-Democrata      | 592 645   | 21,48 / 100,00  | 2,36  | 3 / 13    | Estável |
|                         | Partido Popular Socialista    | 364 895   | 13,23 / 100,00  | 2,28  | 2 / 13    | 1       |
|                         | Partido Popular Dinamarquês   | 296 978   | 10,76 / 100,00  | 15,85 | 1 / 13    | 3       |
|                         | Partido Social-Liberal        | 277 929   | 10,07 / 100,00  | 3,53  | 2 / 13    | 1       |
|                         | Partido Popular Conservador   | 170 544   | 6,18 / 100,00   | 2,97  | 1 / 13    | Estável |
|                         | Aliança Vermelha e Verde      | 151 903   | 5,51 / 100,00   | Novo  | 1 / 13    | Novo    |
|                         | Movimento Popular contra a UE | 102 101   | 3,70 / 100,00   | 4,37  | 0 / 13    | 1       |
|                         | Alternativa                   | 92 964    | 3,37 / 100,00   | Novo  | 0 / 13    | Novo    |
|                         | Aliança Liberal               | 60 693    | 2,20 / 100,00   | 0,68  | 0 / 13    | Estável |
| Votos Inválidos         | Votos Inválidos               | 41 174    | 1,47 / 100,00   | 0,93  |           |         |
| Total                   | Total                         | 2 800 029 | 100,00 / 100,00 |       | 13 / 13   |         |
| Eleitorado/Participação | Eleitorado/Participação       | 4 237 550 | 66,08 / 100,00  | 9,76  |           |         |
| Fonte                   | Fonte                         | [ 4 ]     | [ 4 ]           | [ 4 ] | [ 4 ]     | [ 4 ]   |

#### Deputados Antes/Depois do Brexit
| Partido | Partido                     | Antes   | Depois  | +/-     |
| ------- | --------------------------- | ------- | ------- | ------- |
|         | Venstre                     | 3 / 13  | 4 / 14  | 1       |
|         | Partido Social-Democrata    | 3 / 13  | 3 / 14  | Estável |
|         | Partido Popular Socialista  | 2 / 13  | 2 / 14  | Estável |
|         | Partido Social-Liberal      | 2 / 13  | 2 / 14  | Estável |
|         | Partido Popular Dinamarquês | 1 / 13  | 1 / 14  | Estável |
|         | Partido Popular Conservador | 1 / 13  | 1 / 14  | Estável |
|         | Aliança Vermelha e Verde    | 1 / 13  | 1 / 14  | Estável |
| Total   | Total                       | 13 / 13 | 14 / 14 | 1       |

## Composição 2019-2024

### Partidos Nacionais
| Partido | Partido                     | Deputados | Grupo                                             |
| ------- | --------------------------- | --------- | ------------------------------------------------- |
|         | Venstre                     | 3 / 13    | Renovar Europa                                    |
|         | Partido Social-Democrata    | 3 / 13    | Aliança Progressista dos Socialistas e Democratas |
|         | Partido Popular Socialista  | 2 / 13    | Grupo dos Verdes/Aliança Livre Europeia           |
|         | Partido Social-Liberal      | 2 / 13    | Renovar Europa                                    |
|         | Partido Popular Dinamarquês | 1 / 13    | Identidade e Democracia                           |
|         | Partido Popular Conservador | 1 / 13    | Grupo do Partido Popular Europeu                  |
|         | Aliança Vermelha e Verde    | 1 / 13    | Esquerda Unitária Europeia/Esquerda Nórdica Verde |

### Grupos Parlamentares
| Grupo | Grupo                                             | Deputados |
| ----- | ------------------------------------------------- | --------- |
|       | Renovar Europa                                    | 5 / 13    |
|       | Aliança Progressista dos Socialistas e Democratas | 3 / 13    |
|       | Grupo dos Verdes/Aliança Livre Europeia           | 2 / 13    |
|       | Identidade e Democracia                           | 1 / 13    |
|       | Grupo do Partido Popular Europeu                  | 1 / 13    |
|       | Esquerda Unitária Europeia/Esquerda Nórdica Verde | 1 / 13    |